# إيست بيند (كارولاينا الشمالية)
إيست بيند (بالإنجليزية: East Bend, North Carolina)‏ هي بلدة أمريكية تقع في الولايات المتحدة في مقاطعة يادكين، كارولاينا الشمالية. يقدر عدد سكانها بـ 612 نسمة ومساحتها 3.3 كم2 ووترتفع عن سطح البحر 325 متر.

## التركيبة السكانية
حدّد مكتب تعداد الولايات المتحدة بيانات التركيبة السكانية لإيست بيند في تعداد الولايات المتحدة. في ما يلي، التركيبة السكانية حسب تعدادي 2000 و2010.

### تعداد عام 2000
بلغ عدد سكان إيست بيند 659 نسمة بحسب تعداد عام 2000، وبلغ عدد الأسر 271 أسرة وعدد العائلات 188 عائلة مقيمة في البلدة. في حين سجلت الكثافة السكانية 193.8 نسمة لكل كيلومتر مربع (501.9/ميل2). وبلغ عدد الوحدات السكنية 304 وحدة بمتوسط كثافة قدره 89.4 لكل كيلومتر مربع (231.5/ميل2).
وتوزع التركيب العرقي للبلدة بنسبة 95.14% من البيض و1.21% من الأمريكيين الأفارقة و0.91% من الأمريكيين الأصليين و0.15% من الأمريكيين ذوي الأصول الآسيوية و1.67% من الأعراق الأخرى و0.91% من عرقين مختلطين أو أكثر و8.50% من الهسبانيون أو اللاتينيون من أي عرق.
بلغ عدد الأسر 271 أسرة كانت نسبة 35.1% منها لديها أطفال تحت سن الثامنة عشر تعيش معهم، وبلغت نسبة الأزواج القاطنين مع بعضهم البعض 56.1% من أصل المجموع الكلي للأسر، ونسبة 9.6% من الأسر كان لديها معيلات من الإناث دون وجود شريك،  بينما كانت نسبة 3.7% من الأسر لديها معيلون من الذكور دون وجود شريكة وكانت نسبة 30.6% من غير العائلات. تألفت نسبة 28.8% من أصل جميع الأسر من عدة أفراد يعيشون في نفس المنزل ونسبة 12.9% كانت تتألف من شخص يعيش بمفرده يبلغ من العمر 65 عاماً أو أكثر. وبلغ متوسط حجم الأسرة المعيشية 2.43، أما متوسط حجم العائلات فبلغ 2.96.
بلغ العمر الوسطي للسكان 36.8 عاماً. وكانت نسبة 25.6% من القاطنين تحت سن الثامنة عشر، وكانت نسبة 9% بين الثامنة عشر والرابعة والعشرين عاماً، ونسبة 30.3% كانت واقعةً في الفئة العمرية ما بين الخامسة والعشرين والرابعة والأربعين عاماً، ونسبة 22.5% كانت ما بين الخامسة والأربعين والرابعة والستين، ونسبة 12.6% كانت ضمن فئة الخامسة والستين عاماً فما فوق. يوجد لكل 100 أنثى 94.4 ذكر، ويوجد لكل 100 أنثى في الثامنة عشر من عمرها فما فوق 89.9 ذكر.
بلغ متوسط دخل الأسرة في البلدة 39,333 دولارًا، أما متوسط دخل العائلة فبلغ 49,000 دولارًا. وكان متوسط دخل الذكور 32,321 دولارًا مقابل 26,667 دولارًا للإناث. وسجل دخل الفرد الخاص بالبلدة 17,611 دولارًا. وكانت نسبة 3.3% من العائلات ونسبة 6.3% من السكان تحت خط الفقر، وكان من هؤلاء نسبة 4.4% تحت سن الثامنة عشر ونسبة 14.1% في الخامسة والستين من العمر وما فوق.

### تعداد عام 2010
بلغ عدد سكان إيست بيند 612 نسمة بحسب تعداد عام 2010، وبلغ عدد الأسر 253 أسرة وعدد العائلات 177 عائلة مقيمة في البلدة. في حين سجلت الكثافة السكانية 180 نسمة لكل كيلومتر مربع (466.2/ميل2). وبلغ عدد الوحدات السكنية 296 وحدة بمتوسط كثافة قدره 87.1 لكل كيلومتر مربع (225.6/ميل2).
وتوزع التركيب العرقي للبلدة بنسبة 93.30% من البيض و1.31% من الأمريكيين الأفارقة و0.16% من سكان جزر المحيط الهادئ و3.92% من الأعراق الأخرى و1.31% من عرقين مختلطين أو أكثر و4.90% من الهسبانيون أو اللاتينيون من أي عرق.
بلغ عدد الأسر 253 أسرة كانت نسبة 35.2% منها لديها أطفال تحت سن الثامنة عشر تعيش معهم، وبلغت نسبة الأزواج القاطنين مع بعضهم البعض 54.5% من أصل المجموع الكلي للأسر، ونسبة 10.7% من الأسر كان لديها معيلات من الإناث دون وجود شريك،  بينما كانت نسبة 4.7% من الأسر لديها معيلون من الذكور دون وجود شريكة وكانت نسبة 30% من غير العائلات. تألفت نسبة 26.9% من أصل جميع الأسر من عدة أفراد يعيشون في نفس المنزل ونسبة 13% كانت تتألف من شخص يعيش بمفرده يبلغ من العمر 65 عاماً أو أكثر. وبلغ متوسط حجم الأسرة المعيشية 2.42، أما متوسط حجم العائلات فبلغ 2.86.
بلغ العمر الوسطي للسكان 39.4 عاماً. وكانت نسبة 25.2% من القاطنين تحت سن الثامنة عشر، وكانت نسبة 6.2% بين الثامنة عشر والرابعة والعشرين عاماً، ونسبة 25.3% كانت واقعةً في الفئة العمرية ما بين الخامسة والعشرين والرابعة والأربعين عاماً، ونسبة 28.1% كانت ما بين الخامسة والأربعين والرابعة والستين، ونسبة 15.2% كانت ضمن فئة الخامسة والستين عاماً فما فوق. وتوزع التركيب الجنسي للسكان بنسبة 48.4% ذكور و51.6% إناث.

## أعلام
- فان فليتشير